# Павел Хаджиевски
Павел Стефов Хаджиевски е български общественик и революционер, деец на Вътрешната македоно-одринска революционна организация.

## Биография
Хаджиевски е роден в Галичник, тогава в Османската империя. Негов чичо е известният духовник и книжовник Партений Зографски. Става член-съветник на Галичкия окръжен революционен комитет през 1902 година.
В 1917 година подписва Мемоара на българи от Македония от 27 декември 1917 година.